# Emil Ahlkvist
Karl Emil Ahlkvist, född 22 april 1899 i Västra Ingelstad, död 2 maj 1978 i Västra Ingelstad, var en svensk cementgjutare och politiker (s).
Ahlkist var ledande politiker såväl i hemkommunen Månstorp 1953–1970 som i Malmöhus läns landsting 1953–73. Ahlkvist var dessutom 1940–1965 ledamot av riksdagens första kammare, där han representerade socialdemokraterna i valkretsen Malmöhus län. Som sådan deltog han i flera statliga utredningar, bland annat författningsutredningen 1954–63 och länsdemokratiutredningen 1964–70.